# Goźlin Górny
Gozlin Górny es un pueblo de Polonia, en Mazovia. Se encuentra en el  distrito (Gmina) de Wilga, perteneciente al condado (Powiat) de Garwolin. 
Entre 1975 y 1998 perteneció al voivodato de Siedlce.